# Екатериновка (Сальский район)
Екатериновка — село в Сальском районе Ростовской области.
Административный центр Екатериновского сельского поселения.

## География
Село расположено по правому берегу реки Средний Егорлык, в 2-х километрах от впадения её в реку Маныч и в 18 км к северо-востоку от города Сальска. Через село проходит асфальтированная внутрирайонная автомобильная дорога Конезавод имени Будённого — Шаблиевка — Екатериновка —Новый Маныч — Бараники.

## Уличная сеть
| - ул. 40 лет Победы, - ул. 60 лет СССР, - ул. Кирова, - ул. Коржова, - ул. Красноармейская, - ул. Краснопартизанская, | - ул. Ленина, - ул. Мира, - ул. Молодёжная, - ул. Ново-Октябрьская, - ул. Новостройка, - ул. Октябрьская, | - ул. Садовая, - ул. Энгельса, - ул. Южная, - пер. Будённовский, - пер. Советский, - площадь Мичурина. |

Планировка, старые и новые названия улиц села:
В селе Екатериновка изначально улицы и кварталы имели свои собственные названия, данные местными жителями. Однако, спустя много лет, в период Советской власти эти улицы были переименованы, но местные жители именуют их по-прежнему:
- Улица Сайкивка (нынешняя улица Кирова), улица протянулась вдоль побережья реки Средний Егорлык;
- Улица Ветривка (нынешняя улица Красноармейская. Название улица получила от наименования колхоза имени Красной Армии, который располагался на ней);
- Улица Голубивка (нынешняя улица Садовая. Название улица получила по фамилии семей с фамилией Голуб);
- Улица Красиивка (нынешняя улица Энгельса. Название улица получила по фамилии семей с фамилией Красий);
- Улица Узенька (нынешняя улица Южная);
- Улица Менделивка (нынешняя улица Октябрьская. Название улица получила по фамилии семей с фамилией Мендель или Менделев);
- Улица Ежакивка (нынешняя улица Краснопартизанская);
- Улица Красная (нынешняя улица Ленина);
- Улица Нестеривка (нынешние переулки Советский и Будённовский. Название улица получила по фамилии семей с фамилией Нестеренко).

Старые названия улиц имели украинское произношение, так как в селе проживало свыше 95 % населения, выходцев из Полтавской и Черниговской губерний Российской империи.
В настоящее время центральной улицей села Екатериновка является улица Мира, которая благоустроена по современным стандартам и выходит к центральной площади, где установлен памятник И. В. Мичурину. На центральной площади села, носящей имя Мичурина, расположены все общественные здания — Администрация поселения (бывший сельсовет), дворец культуры (со спортзалом), школа, магазины. Площадь разбита на цветочные клумбы.
В селе Екатериновка имеется парк имени 40-летия Победы.

## История

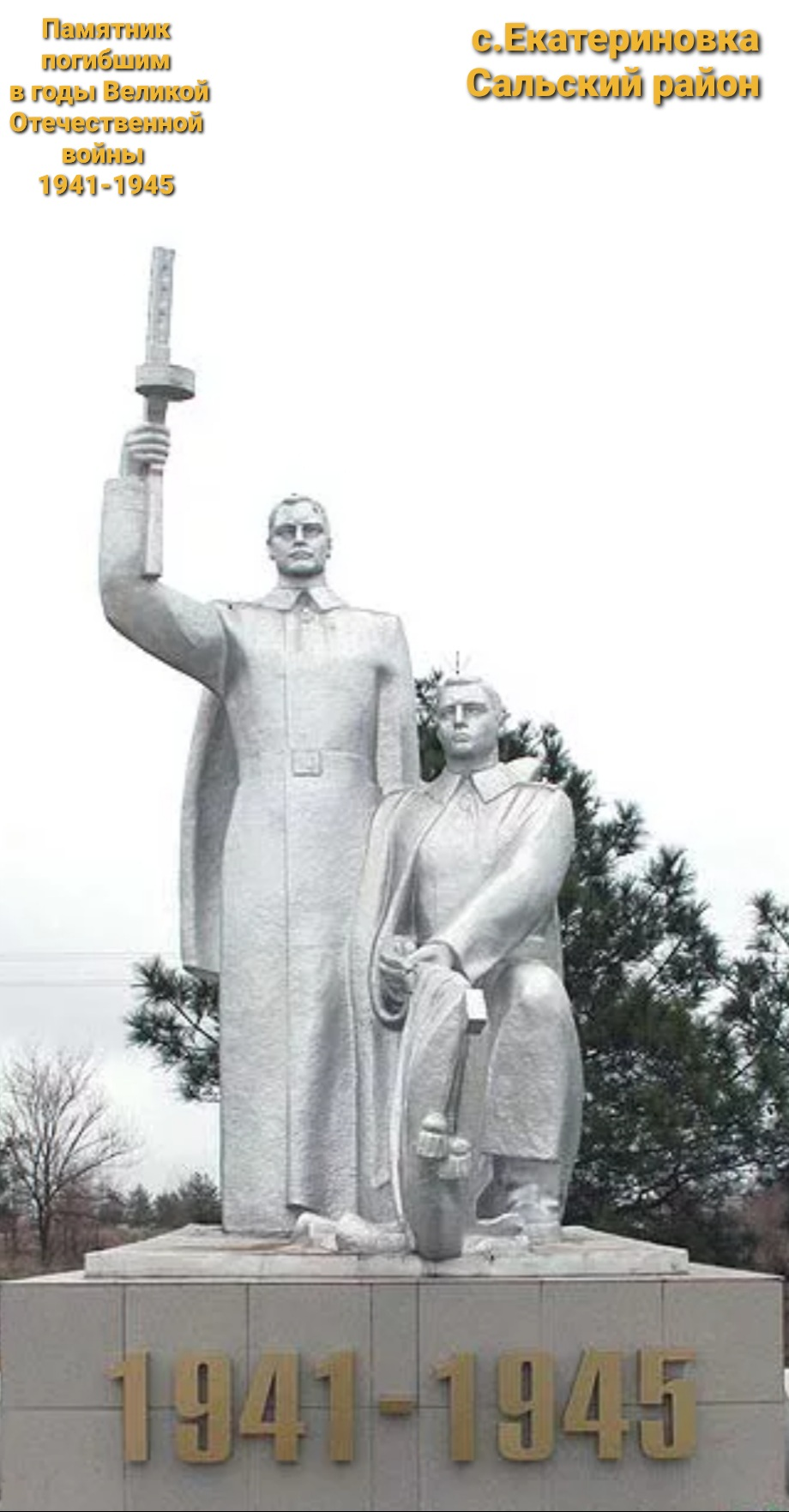
с. Екатериновка. Памятник погибшим воинам

Первое поселение на территории нынешнего села возникло примерно в конце XVIII — начале XIX веков, как хутор Медынцев (или Медынка). Название хутор получил по фамилии первого поселенца крестьянина Медынцева.
В 1814 году хутор был преобразован в село, получившее название Екатериновское, но удержавшее в то же время в народном обиходе и прежнее название Медынка. Село входило в состав Воронцово-Николаевской волости Медвеженского уезда Ставропольской губернии.
В 1853 году в селе Екатериновском была построена деревянная церковь Преображения Господня. В селе имелось 525 дворов с 545 домами. По окладным листам в селе 979 ревизских душ, а по посемейным спискам проживало 1239 мужского пола и 1222 женского пола наличных души. Коренные жители села — малороссы из Полтавской и Черниговской губерний, а иногородние — из Курской, Пензенской и Тульской губерний.
К 1897 году в селе имелось два училища: одноклассное училище Министерства народного просвещения и церковно-приходское.
В селе было 4 мануфактурных лавки, 6 бакалейных, 1 галантерейная, 3 мелочных, 2 водяных мельницы, 27 ветряных, 3 овчинодельных завода и 1 маслобойня.
После Великой Октябрьской социалистической революции в 1917 году, произошли изменения в административно-территориальной устройстве. В ноябре 1923 года село Екатериновское вошло в состав образованного Воронцово-Николаевского района Ставропольской губернии. В июне 1924 года Воронцово-Николаевский район вошёл в состав Сальского округа Юго-Восточной области, которая была переименована в октябре того же года в Северо-Кавказский край. В составе Воронцово-Николаевского района был образован Екатериновский сельсовет, центром которого стало село Екатериновское.
После проведённой в 1926 году Всероссийской переписи населения в селе Екатериновском проживало 4820 душ обоего пола, из них 2314 мужского пола и 2506 женского пола.
После упразднения Сальского округа в августе 1930 года, село Екатериновское вошло в состав Сальского района.
В конце 1920-х — начале 1930-х г.г. в период коллективизации на территории села Екатериновского было образовано 8 сельскохозяйственных артелей ("имени совхоза «Гигант», имени Красной Армии, имени Первой Конной Армии, «Красный Юг», «Путь к социализму», «Красная долина», «Новая жизнь», «13 годовщина Красной Армии»).
После разделения Северо-Кавказского края в январе 1934 года на Азово-Черноморский и Северо-Кавказский, село Екатериновское административно входило в Сальский район Азово-Черноморского края, а с сентября 1937 года в составе Ростовской области.
В годы Великой Отечественной войны 1941 −1945 г.г. на фронт ушли сотни жителей села. В конце июля 1942 года фронт подошёл к границе Сальского района. Первый удар приняли на себя бойцы 24-го пограничного полка на реке Маныч, в том числе в окрестностях села Екатериновка .
В упорных боях полк задержал врага на несколько дней, то позволило эвакуировать технику и население. 31 июля 1942 года весь Сальский район был оккупирован немцами. Начиная с ноября 1942 года, после Сталинградской битвы, войска Юго-Западного и Донского фронтов освобождали Ростовскую область.
21-22 января 1943 года войсковые подразделения 28-й Армии Южного фронта вышли к границам Сальского района и начали освобождение населённых пунктов района. Село Екатериновка освобождали подразделения 99-й стрелковой бригады под командованием полковника М. Г. Макарова. В боях за село погибло около 500 советских воинов, которые похоронены в братской могиле в центре села, где установлен памятный мемориал.
В послевоенное время шло восстановление разрушенного народного хозяйства, в том числе в колхозах Екатериновского сельсовета. Произошло их укрупнение, а в 1957 году колхозы Екатериновского сельсовета были реорганизованы в совхоз, получивший название «Мичуринский». Совхоз был одним из передовых хозяйств не только по Сальскому району, но и по всей Ростовской области. В период своего расцвета (с начала 1960-х и до начала 1990-х гг) совхоз располагал большим машино-тракторным парком с центральными ремонтными мастерскими, тремя молочно-товарными фермами (МТФ), одной свино-товарной фермой (СТФ), овцеводческими точками, большим плодовым садом, орошаемыми полями, где выращивалась плодоовощная продукция. Для работников совхоза были оборудованы полевые станы со столовыми, комнатами отдыха и т. д.

## Экономика
В селе Екатериновка расположено крупное сельскохозяйственное предприятие ООО «Агро-Мичуринское» (входящее в агрохолдинг «Степь» АФК «Система»), которое занимается выращиванием зерновых, зернобобовых культур и семян масличных культур.
Кроме этого, в сельском хозяйстве также заняты ООО «Ника», ООО «МК», крестьянско-фермерские хозяйства.

## Население
Динамика численности населения
| 1909 | 1926 |
| ---- | ---- |
| 4926 | 4820 |

| 1883 | 1884  | 2010  |
| ---- | ----- | ----- |
| 3161 | →3161 | ↘1973 |

## Известные уроженцы села
- Пархоменко, Феофан Агапович (1893—1962) — советский военачальник, генерал-лейтенант.
- Токарев, Яков Кузьмич (1909—1984) — Герой Социалистического Труда.

## Социальная инфраструктура
В селе имеются:
- Екатериновская средняя общеобразовательная школа № 27;
- Детский сад № 49 «Алёнушка»;
- Екатериновская амбулатория и отделение сестринского ухода Сальской ЦРБ (бывшая участковая больница);
- Дом культуры Екатериновского сельского поселения со спортивным залом;
- Отделение почтовой связи (347606) Сальского почтамта;
- Сеть продуктовых и промтоварных магазинов.

Село Екатериновка полностью электрифицировано, газифицировано природным газом, по всем улицам проведён центральный водопровод. Основные улицы села имеют асфальтированные дороги и тротуары.
Село Екатериновка связано с районным центром городом Сальском асфальтированной дорогой. С городом осуществляется регулярное автобусное сообщение по маршрутам Екатериновка — Сальск и Бараники — Сальск.
Ближайшая железнодорожная станция Шаблиевская расположена в 3-х километрах к западу от села.

## Достопримечательности
- Мемориальный комплекс, который включает в себя памятник воинам, погибшим в годы Великой Отечественной войны, братскую могилу и мемориальные плиты с именами погибших односельчан. Памятник воинам, погибшим в годы Великой Отечественной войны (1942—1943 годов) при освобождении села Екатериновка находится в парковой зоне села. Мемориальный комплекс представляет собой скульптуры двух воинов, один из их приспустил знамя, второй даёт салют из автомата в честь победителей. На установленных рядом мемориальных плитах написаны именами погибших в годы войны. На братской могиле установлен «вечный огонь». Здесь захоронено около пятисот офицеров, сержантов, солдат, погибших при освобождении села от немецко-фашистских захватчиков. 
 В 1947 году погибших перезахоронили в одну братскую могилу. На братской могиле вначале был сооружён памятник — пирамида из кирпича и цемента. В конце пятидесятых годов проводилась реконструкция памятника. Вместо пирамиды был установлен гипсовый скульптурный памятник солдата с автоматом в руке. Высота памятника составляла 2 метра 80 см скульптура стояла на каменном постаменте высотой 1,2 метров. На мемориальной доске было написано: «Вечная память героям, павшим в боях за свободу и независимость нашей Родины». 
 В 1988 году вновь проходила реконструкция. Была установлена другая скульптурная композиция, которая состояла из двух фигур воинов, высотой 3,5 метров из металла. На мемориальных плитах, находящихся у братской могилы захоронения, написаны имена 267 односельчан, погибших в годы Великой Отечественной войны[9]
- Памятник Мичурину И. В. установлен в центральной части села, на площади перед зданием средней школы № 27.
- Парк культуры и отдыха имени 40-летия Победы..
- Могила командира роты 24-го пограничного полка капитана И. И. Кручинина, погибшего 1 августа 1942 года.